# Panowie z Wierzbnej

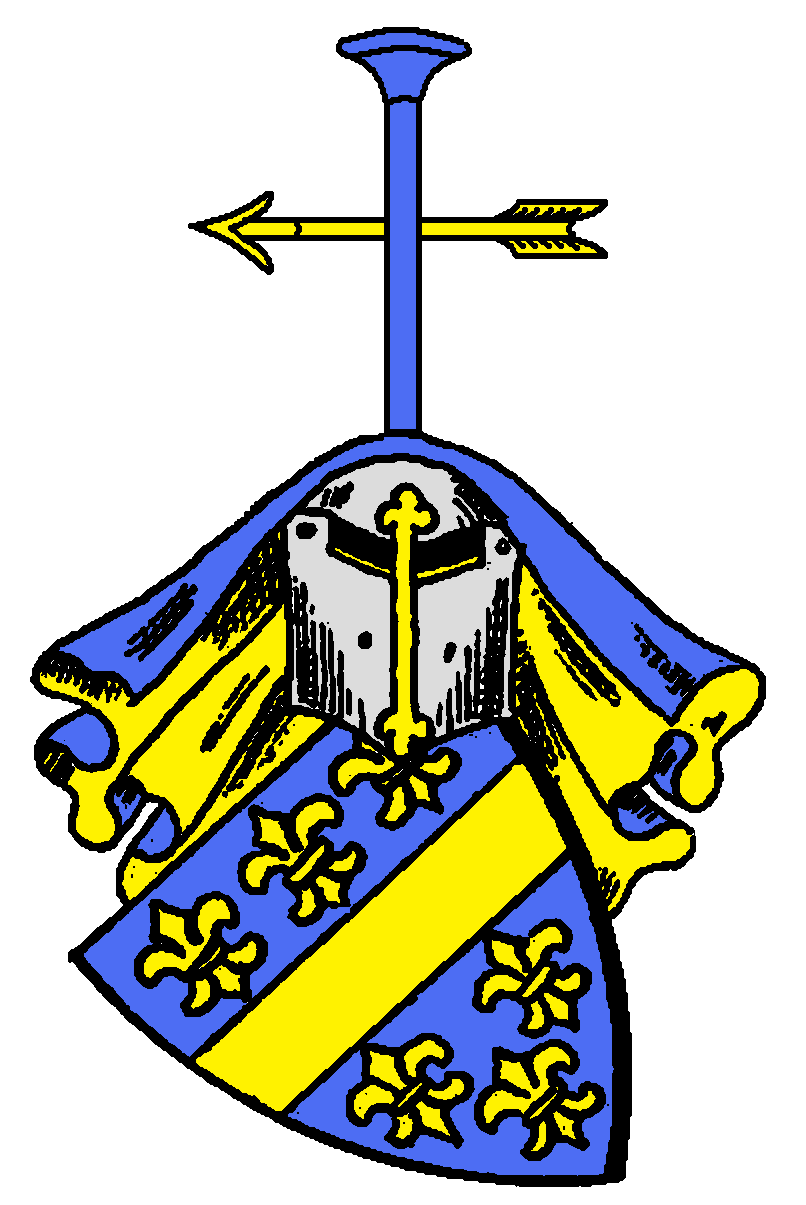
Herb rodzinny

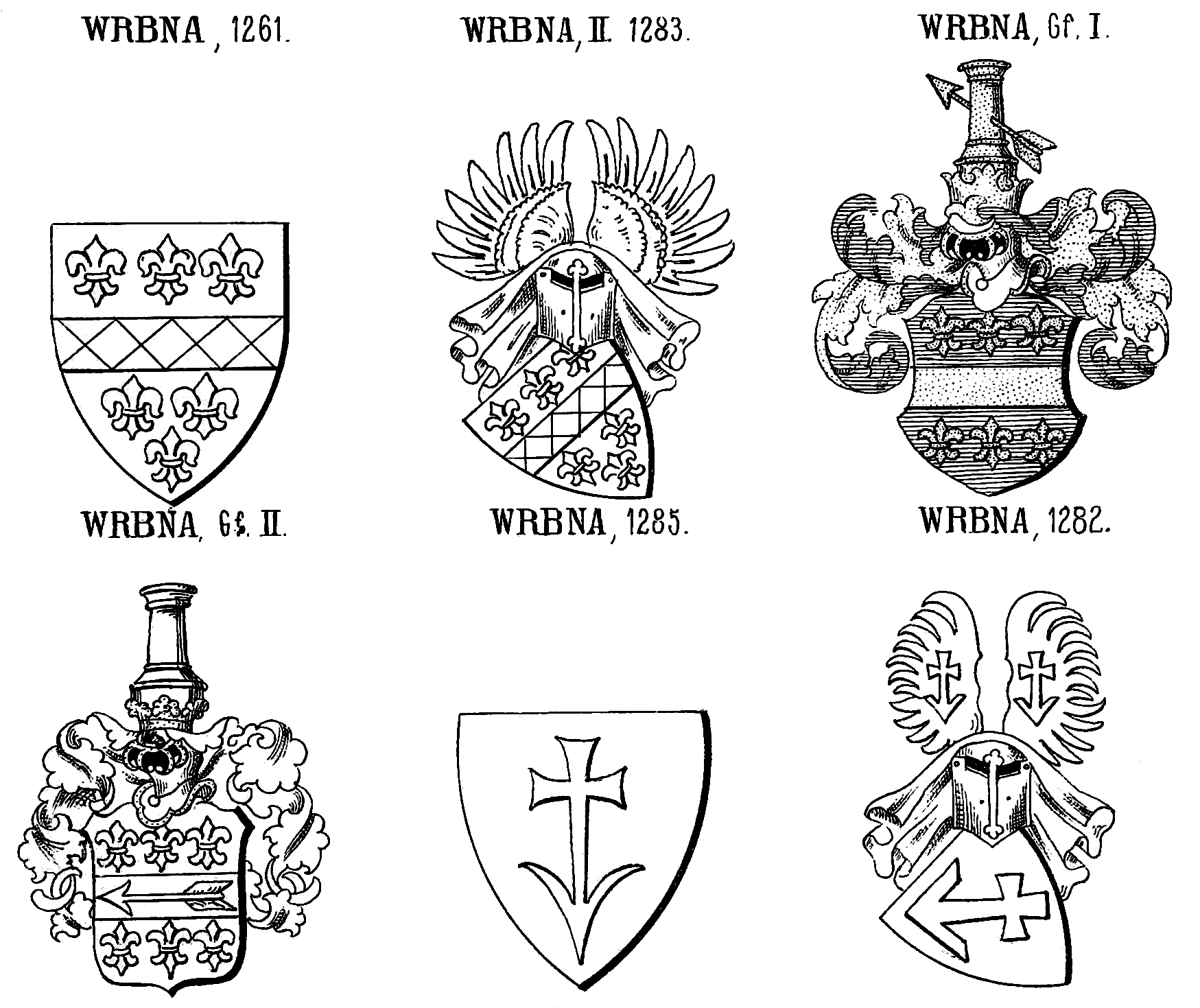
Historyczne przedstawienia herbu

Panowie z Wierzbnej (cz. Bruntálští z Vrbna lub z Wrbna lub Wrbna von Freudenthal, niem. von Würben) – śląsko-czesko-morawska rodzina szlachecka herbu własnego, pochodząca z miejscowości Wierzbna na Dolnym Śląsku.
Pierwszym udokumentowanym znaczącym przedstawicielem rodu był „Comes Johannes de Werbno“ wzmiankowany w 1214. Na przestrzeni wieków rodzina rozgałęziła się i posiadała liczne majątki w Czechach, na Morawach i na Śląsku. W XV wieku weszli w posiadanie majątków na Śląsku Opawskim, gdzie w 1505 objęli w dziedziczne posiadanie miasto Bruntál, od którego przyjęli nazwisko.

## Przedstawiciele rodu
- Henryk z Wierzbna – biskup wrocławski